# Папаха

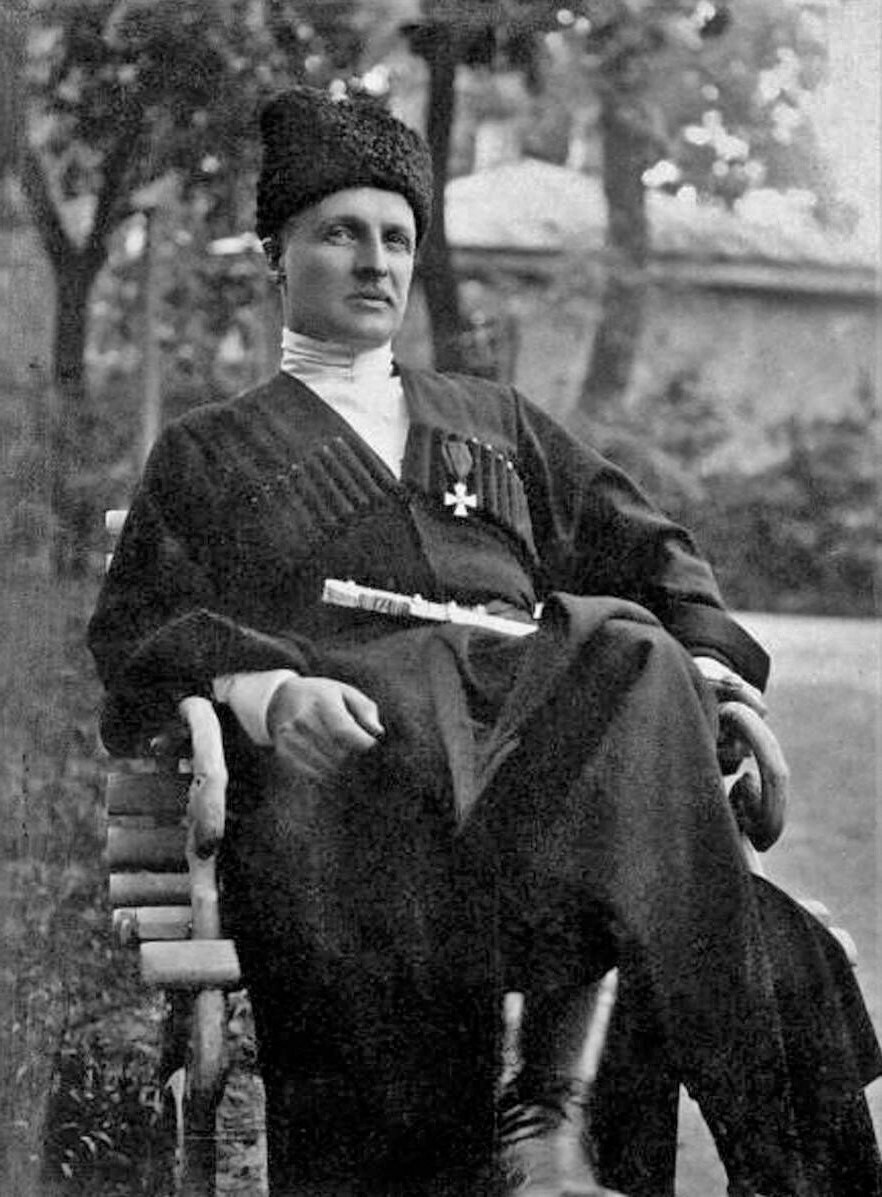
П. Скоропадський в папасі

Папаха (тюрк.) — чоловічий хутряний (з вівці і каракуля) головний убір часто з волохатим баранячим окільником, поширений у народів Кавказу, козаків і в Середній Азії, елемент військової форми одягу.

## Походження
Слово має тюркську етимологію (від тюрк. Папах); у словнику Макса Фасмера уточнюється, що азербайджанську. Форма і висота буває різноманітна: циліндрична, напівсферична, з пласким дном тощо.
До Першої світової папахи найчастіше шили з хутра ведмедя, барана і вовка, ці види хутра найкраще допомагали пом'якшити шабельний удар. У офіцерів і підхорунжих вони обшивалися срібним галуном шириною 1, 2 сантиметри.

## Символізм
У кавказьких народів папаха здавна символізувала гордість і була символом честі, гідності і нескореності, оскільки її не можливо носити із опущеною головою. Серйозною образою вважалося збити папаху з голови. Якщо ж в запалі суперечки один з опонентів скидав папаху на землю, то це означало, що він готовий стояти до самої смерті. Саме тому в папахах часто носили цінні речі і навіть коштовності.
Під час сватання хлопець закидав папаху у вікно дівчини і якщо її не викидали назад, то можна було посилати сватів.

## Фотогалерея

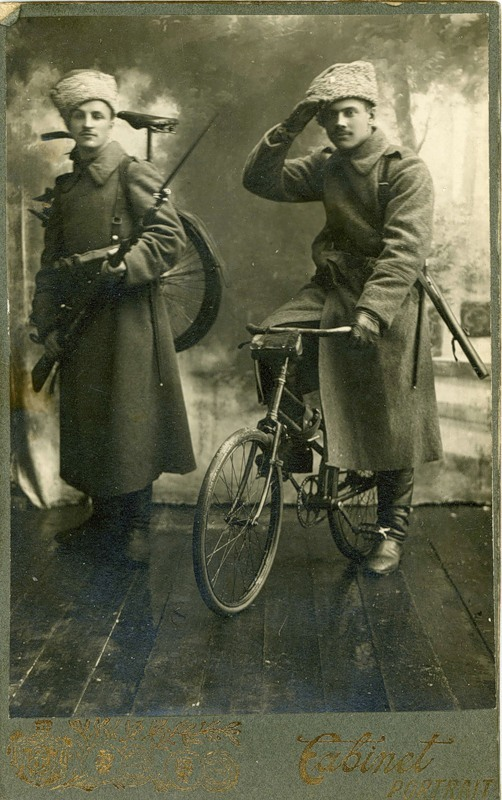
Самокатчики в шинелях и папахах, Російська Армія 1910—1916 років.
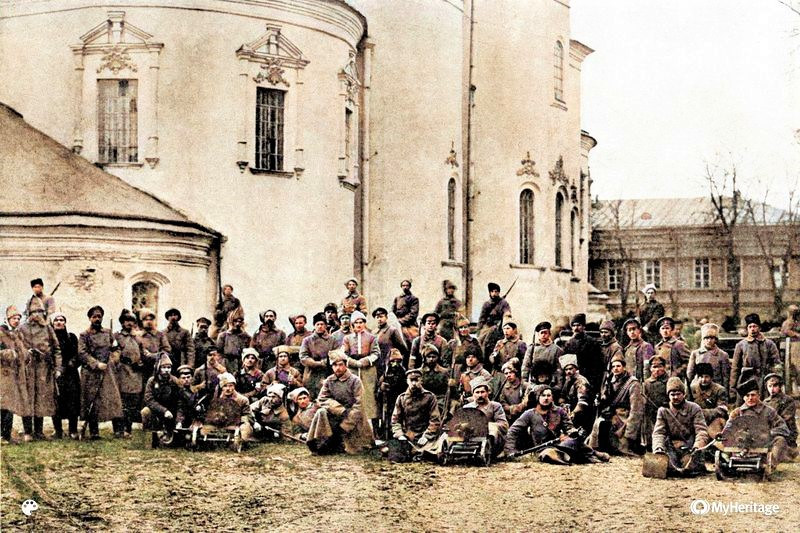
«Червоні гайдамаки» С.Петлюри
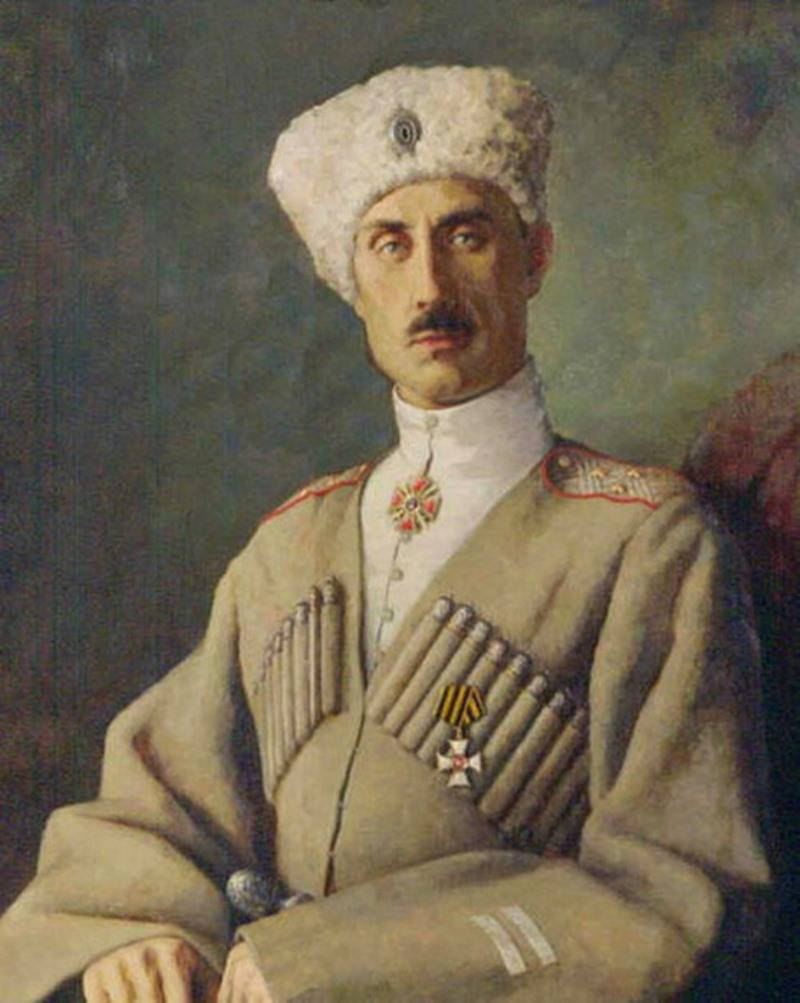
Барон П. Врангель.
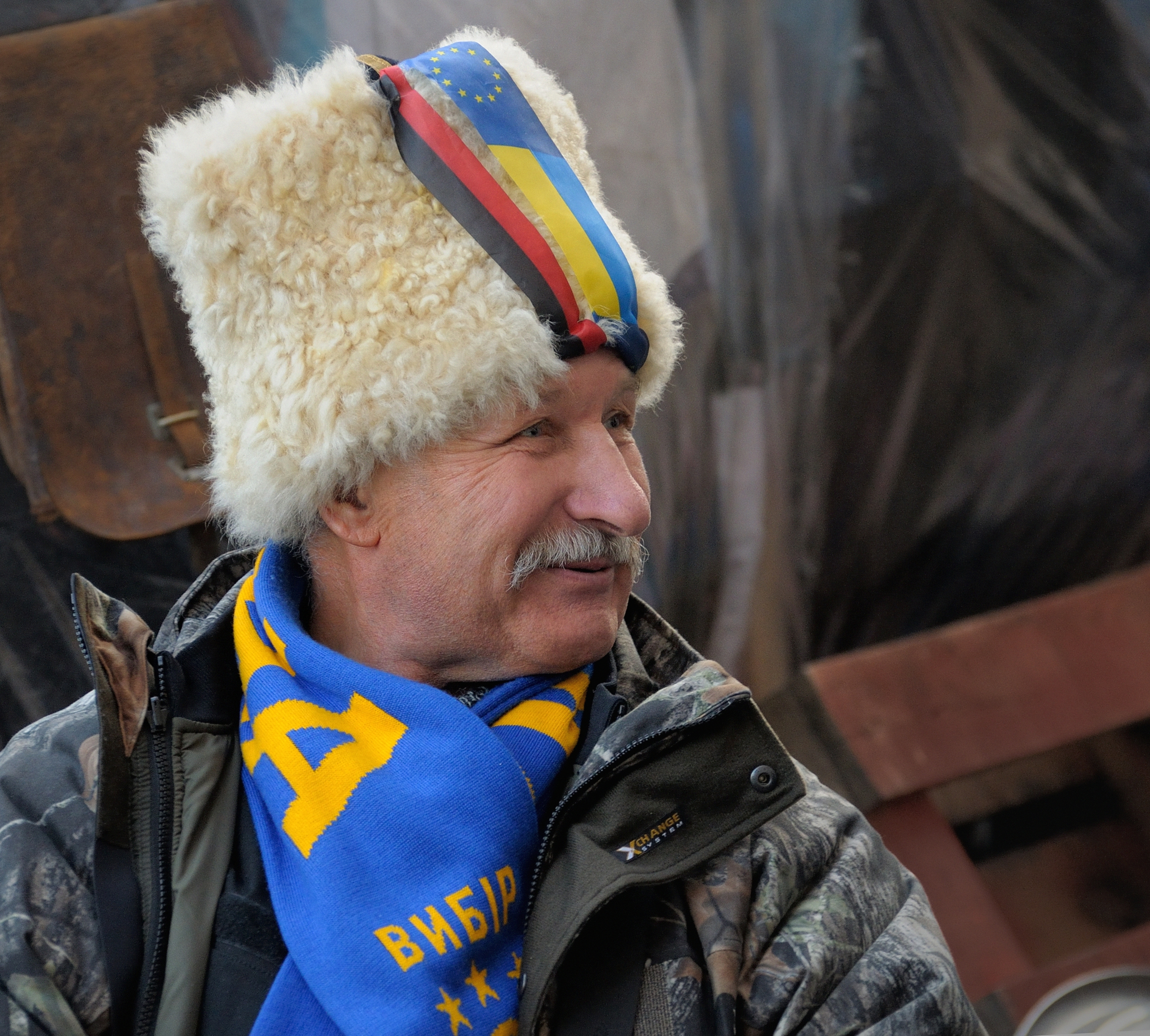
Майдановець «Козацької залоги». Евромайдан, 2013-2014
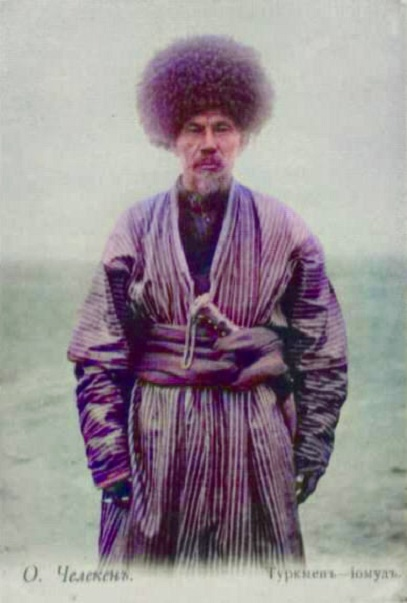
Туркмен-йомут в папасі, Челекен, початок XX століття.

## Україна

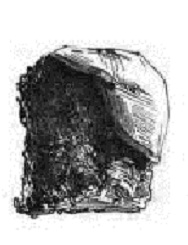
Кабардинка зі шликом

Використовувалась за часів Війська Запорозького.
У XX ст. баранячі папахи із червоними шликами як елемент військової уніформи були запроваджені С.Петлюрою. Звідси бере походження назва вояків — «червоні гайдамаки».
Папаху носив гетьман П. Скоропадський.
Сучасні папахи зокрема є частиною сценічного образу українського музичного гурту Даха-Браха.

## Росія
Російська папаха, висока (рідше — низька) циліндрична шапка з хутра з полотняним дном або довгим ковпаком, так само називалася клобуком. У російській армії з середини XIX століття. Папаха була головним убором військ Кавказького корпусу і всіх козацьких військ, з 1875 — також частин, дислокованих в Сибіру, а з 1913 — зимовим головним убором всієї армії.
Папаха в її сучасному вигляді була введена в 1940 році для маршалів і генералів, а з 1943 р і для полковників.
У Збройних Силах СРСР папаху (замість шапки-вушанки, покладеної іншим військовослужбовцям) з сірого каракулю носили як зимову форму одягу полковники, генерали і маршали. Ця традиція збереглася і в Збройних силах Російської Федерації.
З 8 травня 2005 Путін указом № 531 повенув папахи у армію РФ. У ВМФ для адміралів (генералів) і капітанів першого рангу (полковників) замість папахи встановлений спеціальний головний убір (хутряна шапка з козирком) з чорного каракулю.

## Кольористика і знаки розрізнення
З 1915 Донському, Астраханському, Оренбурзькому, Семиріченському, Сибірському козацтвам було дозволено користуватися папахами будь-яких відтінків, крім білого. В період бойових дій носили папахи переважно чорного кольору.
У вахмістрів, урядників і юнкерів зверху на папасі нашивали хрестоподібну тасьму білого кольору, а у офіцерів, крім тасьми, був ще галун.
У донських і кубанських козаків червоний верх із вишитим на ньому хрестом символізував православну віру.
Терські козаки носили сині папахи.
У Забайкальський, Уссурійський, Уральських, Амурських Красноярські і Іркутський козаків папахи були чорного кольору з шерсті баранців, але виключно з довгим ворсом.

## Цікаві факти
Азербайджанський композитор Узеір Гаджибеков, вирушаючи в театр, купував два квитки: один для себе, другий — для папахи.
Махмуд Есамбаєв був єдиним депутатом Верховної ради СРСР, якому дозволялося сидіти на засіданнях в головному уборі. Розповідають, що Леонід Брежнєв, перед виступом оглядаючи зал, бачив папаху Есамбаєва і говорив: «Махмуд на місці, можемо починати».